# 排球 (球)
排球是室內排球、沙灘排球或其他排球活動使用的球。FIVB法规规定，排球必须是球形的，由皮革或合成皮革制成，周长65-67厘米，重量为260-280克，气压为0.40～0.45千克/平方厘米，内部压力为0.30-0.325千克/平方厘米。排球运动使用的球，用羊皮或人造革做壳，橡胶做胆，大小和足球相似。

## 排球特點
廠商會根據排球用在室内排球和沙滩排球，而設計不同的球。室内排球可以是纯白色，也可以是两种或三种不同的易于区分的颜色的组合。分为两个版本：青年版略小，重量比成人排球轻得多，而标准版则适合青年使用。沙滩排球比标准室内排球稍大，外部质地较粗糙，内部压力较低。外皮可以是鲜艳的颜色或纯白色。

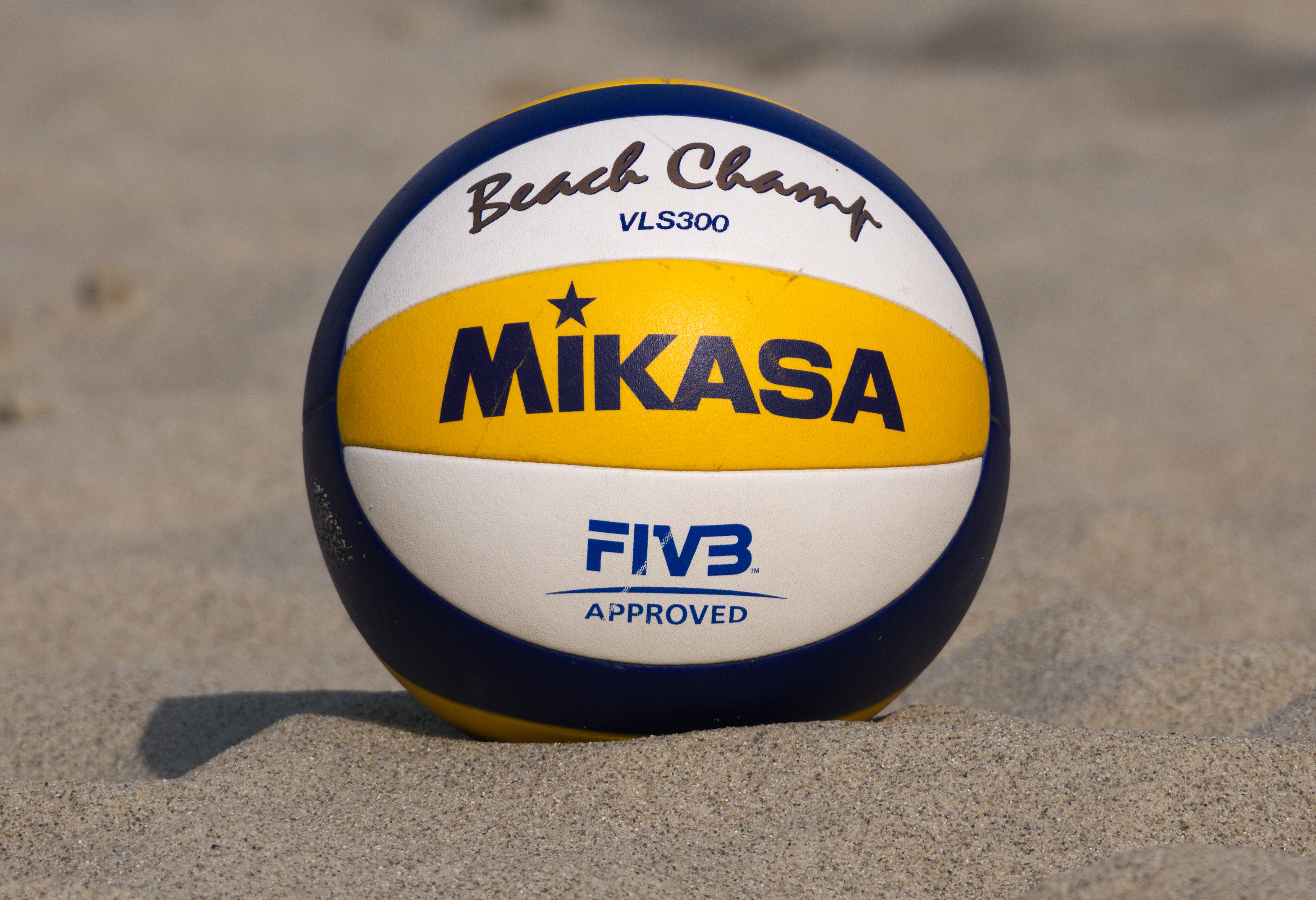
三笠VLS300官方沙滩排球 FIVB海滩赛事（2017）

|            | 周长 厘米 (英寸)  | 质量 克 (盎司)    | 内压 千克力/平方厘米 (psi) |
| ---------- | ----------------- | ----------------- | -------------------------- |
| 室内标准   | 65-67 (25.5-26.5) | 260-280 (9.2-9.9) | 0.3-0.325 (4.3-4.6)        |
| 青年版室内 | 63-65 (25-26)     | 260-280 (9.2-9.9) | 0.3 (4.3)                  |
| 沙滩排球   | 66-68 (26-27)     | 260-280 (9.2-9.9) | 0.175-0.225 (2.5-3.2)      |

## 分类
一般分为软式排球和硬式排球，此外近年来新增一种名为气排球的球。
软式排球的特性：免充气软式排球具有轻、柔、软的特点，不易落地，重量比硬式排球轻、手感柔软，所以不会挫伤手指，安全感、趣味性都较高。
正规比赛用硬式排球，硬式排球由柔软皮革或者人造革制成外壳；内装橡皮或类似材料制成的球胆，难度较高。

## 主要品牌
包括但不限于：
- 米卡萨（英语：Mikasa Sports）
- 摩腾
- 世达
- 斯伯丁
- 兰华

这些品牌中的大多数还为娱乐（非比赛竞技）使用提供了价格更便宜的产品。

## 用途
- 三笠制作成为国际排球联合会和CEV-欧洲排球联合会（包括沙滩和室内）的官方用球。
- 摩腾（Molten）成为美国排球的官方球。
- 威尔胜（Wilson）是排球专业人士协会（海滩）的正式舞会用球。